# Metahumor

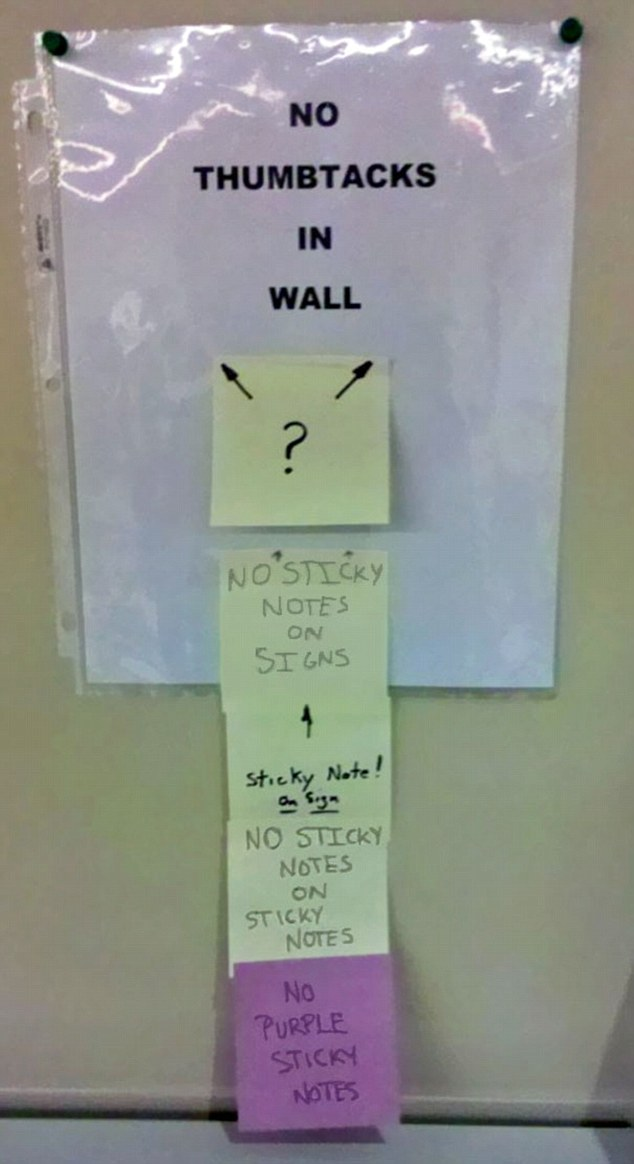
Porque representa el metahumor de una manera entendible

Metahumor es el humor a propósito del humor. El prefijo meta se refiere en este caso a cómo una broma está referida a sí misma, de la misma manera en que los metadatos son datos sobre otros datos o la metaficción es una ficción referida a sí misma.